# Entresuelo

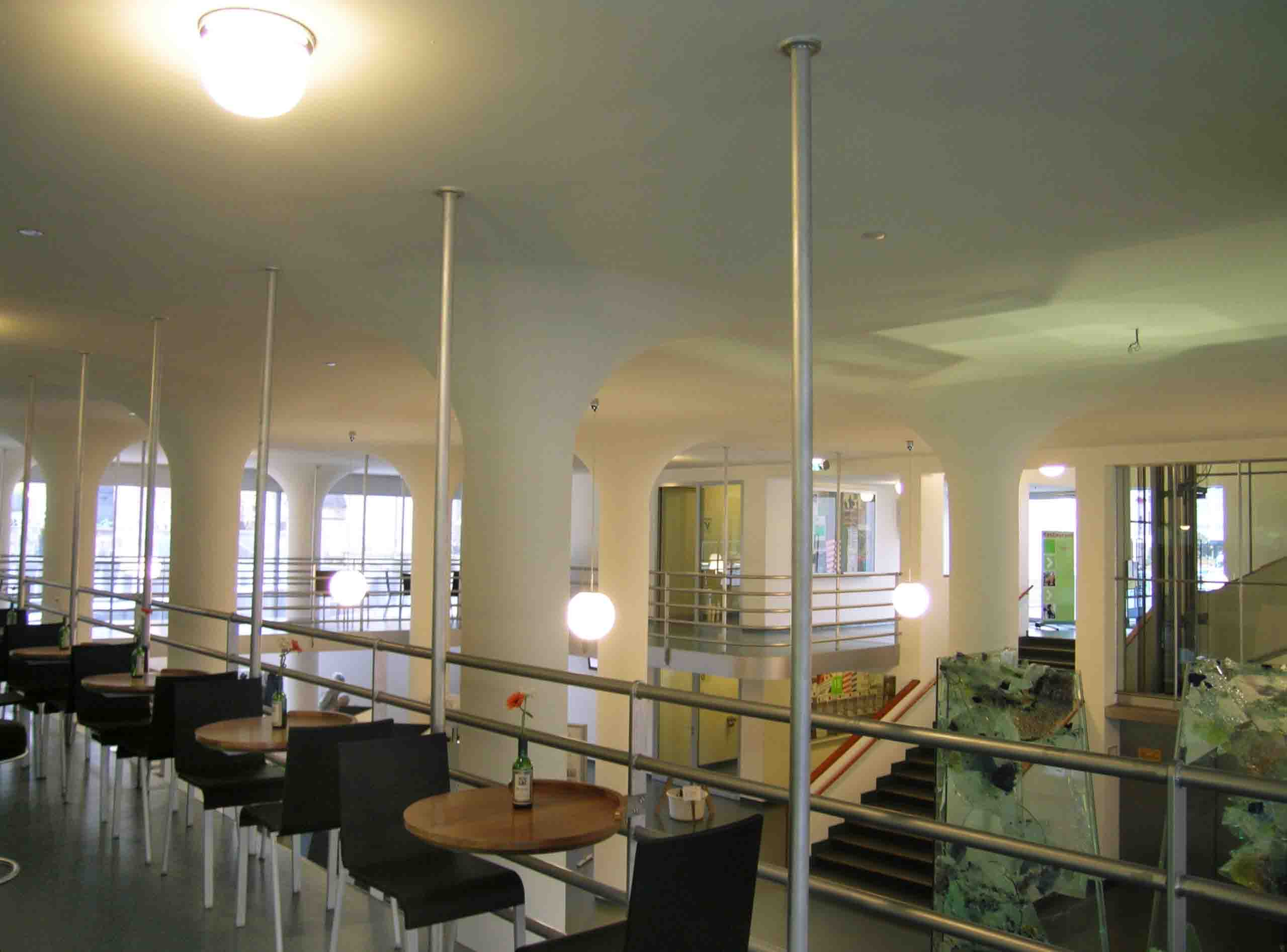
Vista de la planta principal del Glaspaleis (Heerlen, Países Bajos) desde una mezzanina.

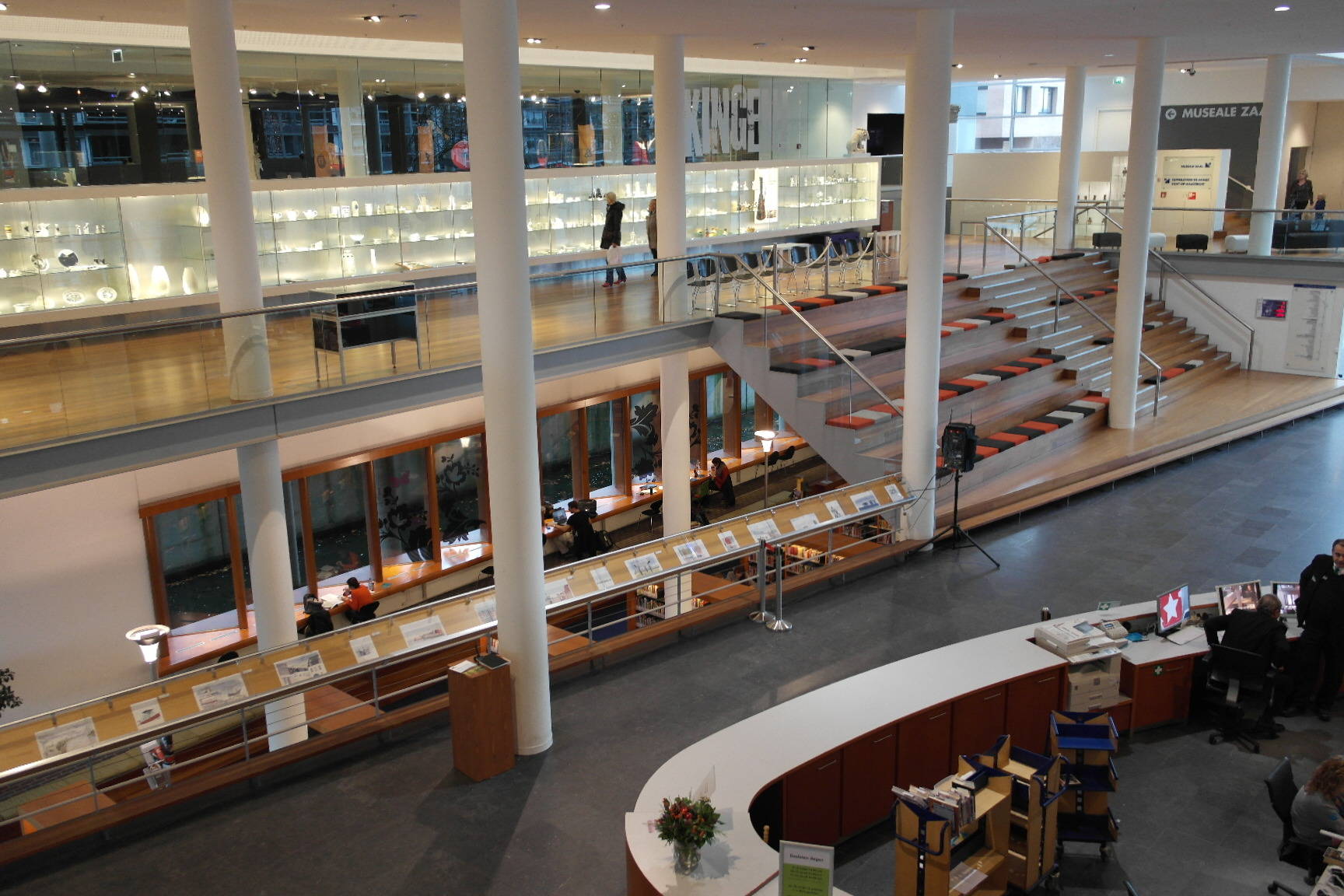
Ejemplo de mezzanina en Maastricht (Países Bajos)

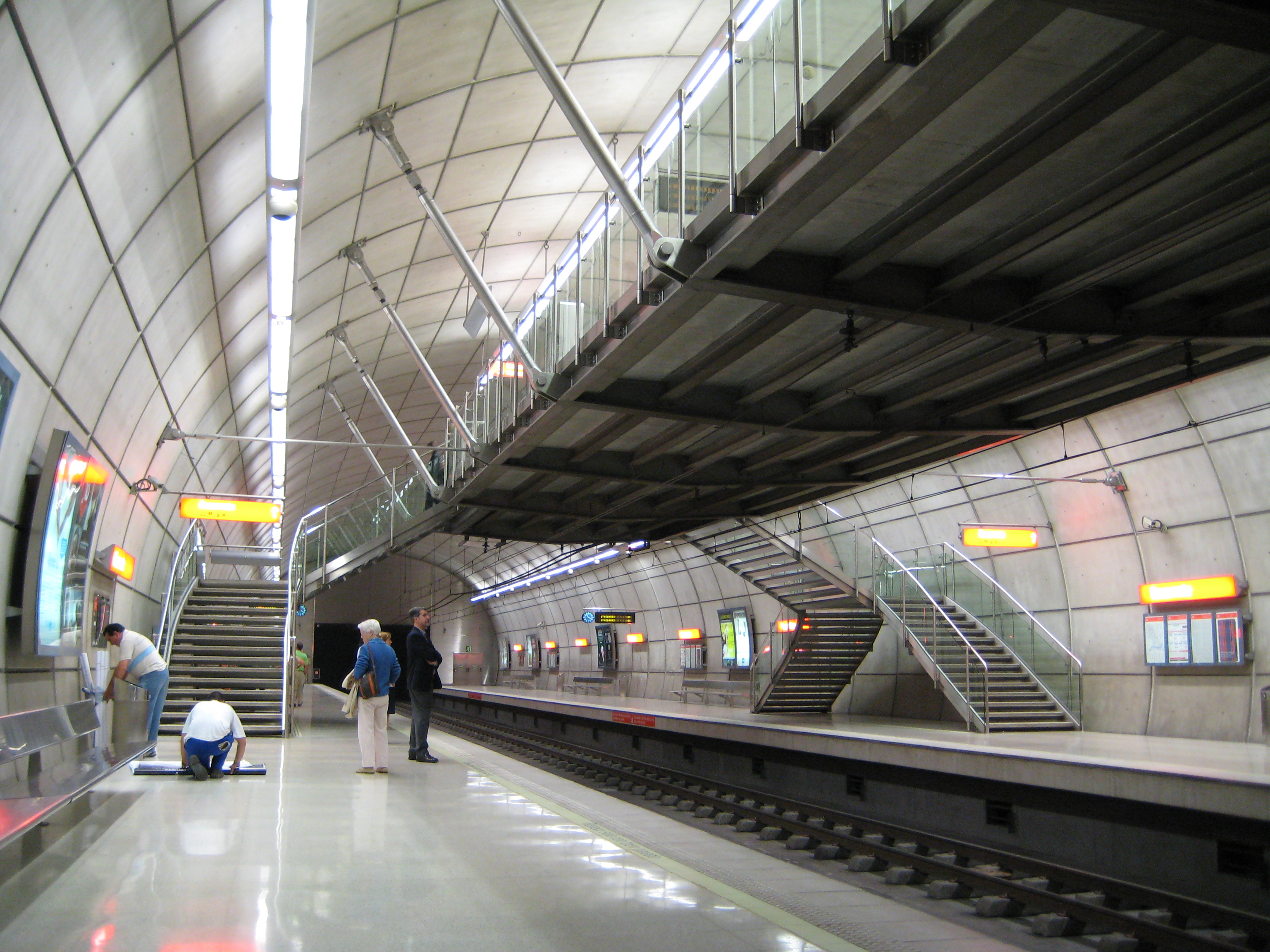
Mezzanina o entreplanta de la estación del Metro de Bilbao

Un entresuelo, entrepiso, entreplanta, altillo, mezzanina, mezzanine, tabanco o tapanco es, en arquitectura, un piso intermedio entre dos plantas principales de un edificio, y que por lo tanto, habitualmente no se numera en el cómputo total de los pisos del mismo. Generalmente, una mezzanine tiene un techo bajo y sobresale en forma de balcón. El término se usa también para el palco más bajo en un teatro, o para las primeras filas de asientos de dicho entresuelo. La palabra mezzanina viene del francés mezzanine, y este del italiano mezzano (‘medio’), que a su vez proviene del latín medianus.

## Nomenclatura en varios países
| Nombre      | País                                                              |
| ----------- | ----------------------------------------------------------------- |
| barbacoa    | Cuba                                                              |
| entrepiso   | Argentina, Cuba, Chile                                            |
| entreplanta | España                                                            |
| entresuelo  | España, Filipinas                                                 |
| altillo     | España                                                            |
| mezanin     |                                                                   |
| mezanine    | [ 8 ] [ 9 ]                                                       |
| mezzanina   | Venezuela                                                         |
| mezzanine   | México, Costa Rica, Panamá, Cuba, Puerto Rico, Colombia, Bolivia. |
| mesanín     |                                                                   |
| mezanín     |                                                                   |

## Generalidades

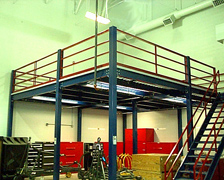
Una entreplanta con estructura de acero utilizada como almacenamiento industrial

El entresuelo normalmente sobresale desde los muros como un voladizo y no cierra completamente la vista del suelo de la planta inmediatamente inferior. En síntesis, un entrepiso y su piso inferior comparten el mismo techo. La entreplanta se suele situar entre la planta baja y el primer piso, que está sobre ella, pero no es inusual tener mezzaninas en los pisos superiores de un edificio.
En la arquitectura palladiana, una mezzanina es un piso superior de poca altura que normalmente se destinaba al servicio doméstico y/o como almacén. En los estadios, la mezzanine es un término generalmente utilizado para los asientos de la clase premium, normalmente de solo un par de filas de profundidad y que cuelgan de la grada superior, permitiendo una vista sin obstáculos del campo de juego.
En las estaciones del metro, la entreplanta se sitúa normalmente entre la entrada a la estación a nivel de la calle y la plataforma inferior por donde acceden los pasajeros al metro. En esta zona se ubica por lo general el área de venta de billetes o el punto desde donde se accede a otras plataformas. El término se utiliza sobre todo cuando existe un concepto abierto de estación, que permite la visión de todo el conjunto desde ese nivel.
En los aeropuertos también es muy común el uso de estas estructuras, en las denominadas áreas remotas o áreas de Migración, especialmente diseñadas para los lugares de difícil acceso sin el uso de escaleras o de un ascensor.

### Entresuelos industriales o sistema de almacenamiento en mezzanina
En instalaciones industriales, el sistema de pisos mezzanina es una estructura semi-permanente instalada habitualmente entre dos plantas permanentes de un edificio. Los entresuelos industriales pueden ubicarse libremente en cualquier lugar, y en algunos casos pueden ser desmontados y reubicados. Para su venta comercial se fabrican principalmente en tres materiales: acero, aluminio y fibra de vidrio. El entablado o embaldosado de un entresuelo puede variar según su aplicación pero generalmente se compone de un refuerzo interior de chapa plegada de acero y un acabado superior en madera, o bien de un refuerzo de acero, de varillas corrugadas, o un emparrillado de aluminio o fibra de vidrio.
Los entresuelos industriales a menudo se utilizan en tiendas y espacios similares para el almacenamiento de herramientas o materiales. Los techos altos de los comercios son ideales para una estructura de este tipo, y puede ubicarse una oficina tanto encima como debajo de ellas. Se utilizan habitualmente en procesos industriales tales como el almacenamiento, la distribución o la fabricación. Estas instalaciones permiten un mejor aprovechamiento de la altura total de un local comercial. Los sistemas de almacenamiento en mezzanina pueden ser estructurales, formados por perfilería metálica, dispuestos en rack o tarimas, o mediante estanterías metálicas, permitiendo todos ellos un gran volumen de almacenamiento.